# Toni Ucci
Antonio „Toni“ Ucci (* 13. Januar 1922 in Rom; † 19. Februar 2014 ebenda) war ein italienischer Schauspieler.

## Leben
Ucci begann auf Revue- und Kabarettbühnen der italienischen Hauptstadt, wo er sich (u. a. im Cabaret „Puff“) einen Namen als Komiker machte; schnell war er in allen Medien gefragt und spielte zwischen 1948 und 2000 in über 100 Filmen und Fernsehproduktionen. In zahlreichen Genrefilmen sah man den schlaksigen, großgewachsenen Darsteller in Nebenrollen als komischen Sidekick, aber auch als positive, meist römische Charaktere, die er mit sonorer Stimme und mit sympathischen Zügen verkörperte. Auch auf der Bühne war er oft zu sehen. Ucci spielte dabei auch in Musikkomödien und – oftmals unterschätzt – in dramatischen Rollen wie in seiner Darstellung als Herodes Antipas in Roberto Rossellinis Der Messias.

## Filmografie (Auswahl)
- 1948: Cuore
- 1959: Terror in Oklahoma (Il terrore dell'Oklahoma)
- 1959: Unter glatter Haut (Un maledetto imbroglio)
- 1961: Trauen Sie Alfredo einen Mord zu? (L’assassino)
- 1966: Flitterwochen auf italienisch (Viaggio di nozze all'italiana)
- 1967: Das Superding (Per piacere, non sparate al cannone)
- 1973: Hilfe, ich bin Spitz…e! (Rugantino)
- 1974: Ein süßes Biest (La sculacciata)
- 1975: Der Messias (Il Messia)
- 1976: Cop Hunter (Italia a mano armata)
- 1982: Wild trieben es die alten Hunnen (Attila flagello di Dio)
- 2000: Ponte Milvio